# Mars Surveyor 2001
Mars Surveyor 2001 — отмененная американская миссия межпланетной станции на Марс. Планировалась к запуску в октябре 2001 года. Включала в себя ОА и ПА Mars Surveyor 2001 Lander(en) с марсоходом. Марсоход получил имя «Афина». Это была увеличенная и улучшенная копия «Соджорнера», летавшего в 1997 году. Но в мае 2000 года миссия была отменена из-за дефектов в конструкции посадки, которые угрожали поломкой станции на этапе посадки. ОА был преобразован в «Марс Одиссей», и полетел в 2001 году. ПА лежал на складе, а в 2004 году его начали переоборудовать в «Феникс», который успешно слетал в 2007 году.